# Clarion Hotel Wisby
Clarion Hotel Wisby, tidigare Wisby hotell, Visby stadshotell eller Hotell Gotland, är en hotellbyggnad av medeltida ursprung på Strandgatan 6 i Visby ingående i Clarion Hotels. Gamla Wisby hotell byggdes som ett stadshotell.

## Historia
Byggnaden består av vad som varit fyra packhus från 1200-talet. Två av byggnaderna sammanfogades omkring 1345 till en ny större byggnad, samtidigt som en gränd mellan husen byggdes över. Tydligast framträder den medeltida byggnaden i långsidan mot Strandgatan. En byggnadsarkeologisk undersökning genomfördes 1989-91. Det var Visby Arkitektgrupp som projekterade om- och nybyggnad i kvarteret Hotellet 12 och 10 för länsstyrelsen på uppdrag av Byggnadsstyrelsen.
2005 förvärvades grannfastigheten, som då var länsstyrelsens gamla lokaler, av Home Properties via deras fastighetsbolag Letello Fastigheter AB för att förse Clarion Hotel Wisby med fler hotellrum. Uppdraget gällde ombyggnad av Hotellet 12 och 10 samt nybyggnad av en länkbyggnad till nuvarande hotell på Hotellet 13. Ombyggnationen av Hotellet 12, som ursprungligen byggdes 1895 som hotellannex till stadshotellet, konverteras åter till hotell medan Hotellet 10, som nybyggdes som kontor enligt Byggnadsstyrelsens modulprinciper, byggdes helt om till hotell.
Ombyggnaden skedde i två etapper. I första etappen byggdes 45 dubbelrum som stod klara till Almedalsveckan 2012. Andra etappen omfattade ytterligare 31 rum som kom att tas i bruk under 2013. Totalt handlade det om 76 nya hotellrum med fokus på dubbelrum.